# Thriller 25
Thriller 25 (conosciuto anche come Thriller 25th Anniversary Edition) è un album di Michael Jackson pubblicato nel febbraio 2008 per celebrare il 25º anniversario della pubblicazione di Thriller, l'album più venduto di sempre nella storia della discografia nonché il più importante della sua carriera.
Insieme al materiale originale, la ristampa contiene nuovi remix, collaborazioni e una canzone inedita, oltre che un DVD coi video principali estratti dai singoli dell'album.
Thriller 25 ha debuttato alla numero uno della Billboard Top Pop Catalog Albums e in altri nove paesi. È stato un successo commerciale con stime di vendite che si aggirano intorno ai 6 milioni di copie in tutto il mondo.

## Descrizione
L'album ripropone le 9 tracce dell'album classico rimasterizzate in digitale, con l'aggiunta di nuove versioni rivisitate e remixate di 5 canzoni dall'album originale: la nuova versione di The Girl Is Mine con Will.i.am dei The Black Eyed Peas, invece che con Paul McCartney;  P.Y.T. (Pretty Young Thing) ancora con Will.i.am; una versione di Wanna Be Startin' Somethin' con Akon; Beat It con Fergie dei Black Eyed Peas; Billie Jean remixata da Kanye West; infine, una traccia inedita, intitolata For All Time, che venne scritta e composta per l'album Thriller, ma fu poi scartata dal progetto finale, e finita e registrata solo durante le sessioni dell'album Dangerous del 1991 rimanendo inedita fino al 2008.
La Super Deluxe Edition, oltre a comprendere i 16 brani di base, ha 5 brani in più: Someone in the Dark, tratta dall'E.T. Storybook; la demo di Billie Jean; Carousel; un remix di Billie Jean; l'instrumental di Thriller; qualche traccia proveniente dalle sessioni di registrazione e varie interviste di Quincy Jones.
Oltre al disco è presente un DVD contenente i video dei tre successi Thriller, Billie Jean e Beat It e in più la famosa esibizione di Billie Jean del 1983 cantata in occasione del Motown 25, la cerimonia per il 25º anniversario della Motown Records, l'etichetta che aveva lanciato Michael Jackson e i Jackson 5 nel 1969.
Parlando della collaborazione in studio con Jackson, Akon dichiarò:
(Akon, 2008)

## Promozione

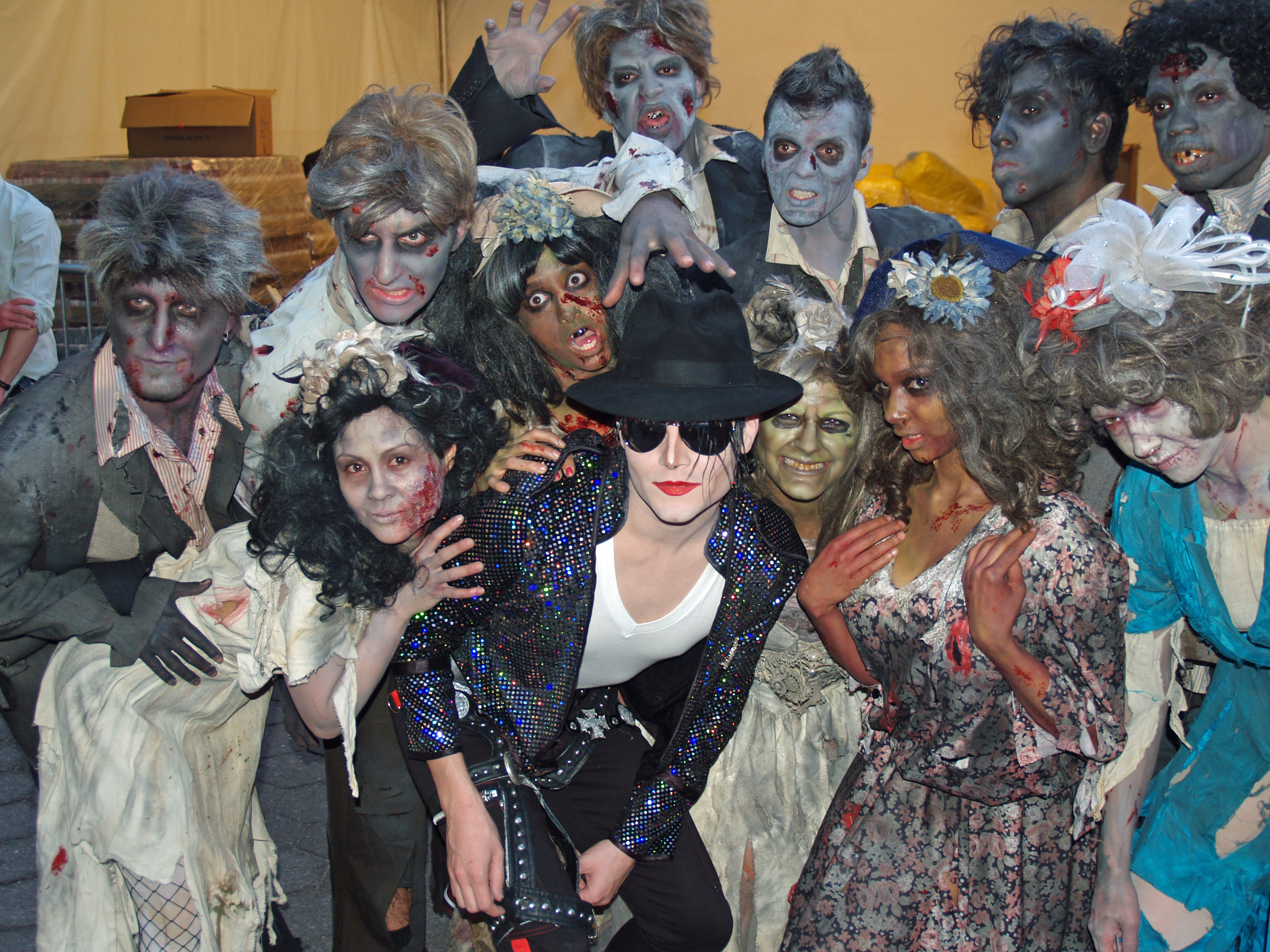
Un gruppo di fan e un impersonator di Michael Jackson ad una celebrazione del 25º anniversario di Thriller al Tribeca Film Festival nel 2008.

Prima della pubblicazione del disco molte riviste, musicali e non, gli dedicarono la prima pagina e diverse recensioni come le riviste Ebony e L'Uomo Vogue che dedicarono le copertine a Jackson già a partire dal dicembre 2007.
Jackson non programmò nessuna esibizione pubblica per la promozione del disco, ma, a gennaio 2008, rilasciò una speciale dichiarazione filmata agli NRJ Music Awards tramite la quale ringraziò i suoi fan per il continuo supporto e annunciò pubblicamente la partenza della promozione dell'album:
Anche se questo premio stasera mi onora per i miei successi nella vita, c'è ancora molto altro in arrivo da Michael Jackson. La mia passione per la musica non si è mai fermata. E, per chi non lo sapesse, sono stato in studio a registrare l'album Thriller 25th Anniversary con molti ospiti a sorpresa. La mia speranza è che Thriller continui a vivere per essere scoperto da ogni nuova generazione.»
(Michael Jackson, messaggio agli NRJ Music Awards, gennaio 2008)
La data di pubblicazione dell'album era prevista per l'8 febbraio, giorno importante in quanto due sere dopo si sarebbero svolti i Grammy Awards 2008. Per la promozione dell'album, Jackson tornò a collaborare, dopo 15 anni, con la PepsiCo che il 3 febbraio 2008 lanciò una pubblicità di SoBe, una popolare bibita statunitense prodotta dalla Pepsi, che venne trasmessa durante il Super Bowl XLII davanti ad un pubblico di oltre 95 milioni di spettatori; nella pubblicità, un gruppo di lucertole antropomorfe (simbolo della bibita) realizzate in CGI ballavano la coreografia del famoso video di Thriller sulle note della canzone. Lo spot andò in onda di nuovo alla 50ª edizione dei Grammy Awards il 10 febbraio 2008.
L'uscita dell'album venne accompagnato anche da alcuni spot radiofonici, da alcuni fan event organizzati dalla Sony Music in tutto il mondo, come una celebrazione al Tribeca Film Festival di New York dove, alla presenza del regista del video di Thriller, John Landis, e di numerosi fan del cantante, vennero trasmessi il video stesso e il suo making of.

### Singoli
Per promuovere l'album vennero anche pubblicati alcuni singoli: in Inghilterra, Giappone e altri mercati venne distribuita la nuova versione di The Girl Is Mine con will.i.am, che raggiunse, tra le altre, anche la numero 2 in Giappone e la numero 3 in Messico; in altri mercati, come in Italia e negli Stati Uniti, venne distribuita la nuova versione di Wanna Be Startin' Somethin' con Akon, che raggiunse la top ten di molte classifiche europee, come la numero 3 in Svezia e la numero 10 in Francia. Anche il singolo Beat It 2008 ebbe una diffusione limitata, entrando in alcune classifiche come alla numero 8 in Svezia, alla 14 in Austria e alla 26 in Svizzera.

## Accoglienza
| Recensione    | Giudizio |
| ------------- | -------- |
| Rolling Stone |          |
| AllMusic      |          |
| IGN           |          |
| Pitchfork     |          |

La notizia dei 25 anni di Thriller venne accolta molto positivamente da pubblico e critica. Molti critici approfittarono della speciale ricorrenza per realizzare articoli che celebravano l'album originale, mentre altri criticarono i nuovi remix delle canzoni classiche ad opera di will.i.am e Kanye West, che la rivista Rolling Stone ha definito «nuovi remix scadenti» aggiungendo: «Tutti i nuovi artisti suonano intimiditi dagli originali e sanno che nessuno suonerà mai le loro versioni due volte» lodando l'album originale che, secondo l'analisi della rivista, «non ha perso nulla della sua effervescenza». Anche il sito IGN criticò gran parte dei remix, che definì «un'offesa», mentre lodò la nuova versione di Billie Jean ad opera di West, che descrisse come «la migliore del mucchio» aggiungendo «è un brano davvero eccezionale; che quasi sovrastima il dramma originariamente sottovalutato della traccia, le sue aggiunte migliorano la canzone e dimostrano che in un contesto contemporaneo, e soprattutto con il produttore giusto, Jackson potrebbe facilmente continuare ad essere un artista pop di successo». Anche Pitchfork si unì al coro di coloro che criticarono la scelta di remixre i brani originali, lodando solo la versione di Akon di Wanna Be Startin' Somethin', e dichiarando: «I remix non sono un'occasione persa: sono un modo fantasioso per estrarre materiale bonus dalle sessioni supervisionate da un famigerato perfezionista. Poteva andare molto peggio». AllMusic non fu da meno, definendo i remix «imbarazzanti», aggiungendo che «solo Akon ha avuto il coraggio di rielaborare la traccia originale, trasformando Wanna Be Startin' Somethin' in una traccia cupa e oscura accompagnata dal pianoforte» dichiarando che nel duetto di Beat It Fergie si è limitata a «ripetere il testo a pappagallo» mentre will.i.am ha trasformato The Girl Is Mine in «uno sfortunato numero di ballo», concludendo che, seppur famosi e di successo «è anche vero che questi artisti non possono che sembrare piccoli se paragonati a Michael». Il sito aggiunse, inoltre, che l'unico vero motivo per acquistare questa edizione dell'album era la presenza dell'esibizione di Jackson al Motown 25: «questa performance è stata la rivelazione di un Jackson meraviglioso e maturo, un musicista la cui crescita sembrava improvvisa, rapida, sbalorditiva».

## Tracce
CD Standard Edition
1. Wanna Be Startin' Somethin' – 6:02 (Michael Jackson)
2. Baby Be Mine – 4:19 (Rod Temperton)
3. The Girl Is Mine (con Paul McCartney) – 3:41 (Michael Jackson)
4. Thriller – 5:57 (Rod Temperton)
5. Beat It – 4:19 (Michael Jackson)
6. Billie Jean – 4:53 (Michael Jackson)
7. Human Nature – 4:05 (Steve Porcaro, John Bettis)
8. P.Y.T. (Pretty Young Thing) – 3:59 (James Ingram, Quincy Jones)
9. The Lady in My Life – 4:59 (Rod Temperton)
10. Vincent Price Excerpt from "Thriller" Voice-Over Session – 0:24
11. The Girl Is Mine 2008 (con will.i.am) – 3:12 (Michael Jackson, will.i.am, Harris)
12. P.Y.T. (Pretty Young Thing) 2008 (con will.i.am) – 4:19 (Michael Jackson, will.i.am, Harris)
13. Wanna Be Startin' Somethin' 2008 (con Akon) – 4:12 (Michael Jackson, Akon, Tuinfort)
14. Beat It 2008 (con Fergie) – 4:12 (Michael Jackson)
15. Billie Jean 2008 (Kanye West Remix) – 4:37 (Michael Jackson)
16. For All Time – 4:05 (Michael Sherwood, Steve Porcaro)
17. Got the Hots (presente solo nella versione giapponese dell'album) – 4:27 (Michael Jackson, Jones)

Tracce bonus della Super Deluxe Edition
1. Someone in the Dark – 4:48 (Alan Bergman, Marilyn Bergman, Rod Temperton)
2. Billie Jean (Home Demo from 1981) – 2:20
3. Carousel – 1:49 (Michael Sembello, Don Freeman)
4. Billie Jean (Underground Mix) – 6:40
5. Thriller (Instrumental) – 5:58

DVD
1. Billie Jean
2. Beat It
3. Thriller
4. Billie Jean (Live from Motown 25: Yesterday, Today, Forever)

## Successo commerciale
Thriller 25 immediatamente raggiunse i primi posti delle classifiche, vendendo in poche settimane più di 1 milione di copie. A distanza di 4 settimane l'album superò il milione e mezzo di copie vendute e fece da traino per gli altri dischi del repertorio di Jackson che rientrarono in classifica, uno su tutti il DVD Live in Bucharest: The Dangerous Tour che rientrò in Top 10 in molte nazioni. All'uscita, l'album raggiunse immediatamente la prima posizione della classifica statunitense e la mantenne per 11 settimane. Successivamente, nel giro di poche settimane scese sotto la top 20, per poi ritornare in vetta per due settimane nel periodo di Halloween. Dopo la morte del cantante, avvenuta il 25 giugno 2009, Thriller 25 ritornò in vetta alle classifiche di tutto il mondo.

## Classifiche
| Classifica (2008-2009) | Posizione massima |
| ---------------------- | ----------------- |
| Australia              | 2                 |
| Austria                | 5                 |
| Belgio (Fiandre)       | 1                 |
| Belgio (Vallonia)      | 1                 |
| Danimarca              | 2                 |
| Finlandia              | 5                 |
| Francia                | 1                 |
| Germania               | 2                 |
| Italia                 | 6                 |
| Messico                | 1                 |
| Norvegia               | 1                 |
| Nuova Zelanda          | 1                 |
| Paesi Bassi            | 2                 |
| Polonia                | 4                 |
| Portogallo             | 2                 |
| Regno Unito            | 3                 |
| Repubblica Ceca        | 1                 |
| Spagna                 | 2                 |
| Stati Uniti            | 1                 |
| Svezia                 | 2                 |
| Svizzera               | 1                 |
| Ungheria               | 18                |